# Broke with Expensive Taste
„Broke with Expensive Taste“ е дебютния албум на американската рапърка Азалия Банкс.

## История
Албумът трябваше да е издаден през септември 2012 г. После е оменен за 12 февруари 2013 г., а след това е отменем отново. Не се знае датата на издаване.

## Сингли
Главният сингъл от албума е „Yung Rapunxel“. Песента е издадена на 16 април 2013 г.
Вторият сингъл от албума е „ATM Jam“. Песента е дует с Фаръл.

## Промоционални сингли
„BBD“ е първият и единственият промоционален сингъл от албума. Песента първоначално трябваше да е издадена на 28 ноември 2012 г., но е издадена на 31 декември 2012 г. На 27 февруари 2013 г. Банкс каза, че Лучи Вий и Саша Гоу Хард ще участват в ремикса на песента.

## Песни
- „212“
- „ATM Jam“ (с участието на Фаръл)
- „BBD“
- „Black Cherry“
- „Miss Amor“
- „Miss Camaraderie“
- „Yung Rapunxel“